# ヘイスティングズ・カットオフ
ヘイスティングズ・カットオフ (英語: Hastings Cutoff)は、アメリカ合衆国の西部開拓時代において、カリフォルニアへの移民が使用するルートとしてカリフォルニア・トレイルに代わって提案されたものである。現在のワイオミング州ウインタ郡のブリッジャー砦からユタ州を通り、最終的にネバダ州エルコ郡へと至る道である。現在はほぼ全線において道は残っておらず廃道となっている。
このルートは、ランスフォード・ヘイスティングズが、著書『オレゴン・カリフォルニア移民への手引書（原題：The Emigrant's Guide to Oregon and California）』で提案した。西部開拓時代の悲劇で知られるドナー隊が、ヘイスティングズ・カットオフを利用したことで知られる。

## 概要

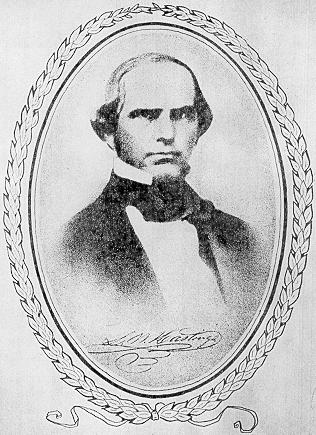
提唱者であるランスフォード・ヘイスティングズの肖像画

ヘイスティングズは、著書の中でこのカットオフについて以下のように述べている。

カリフォルニアへの移住する移民にとって、最も直線的なルートは、ブリッジャー砦でオレゴン・トレイルから外れることだ。要するに、そこから西南西、ソルトレイク方面へと進む。更にそこからは記載したルートに沿って進めば、サンフランシスコの港までたどり着くことできる。

このカットオフは、ワイオミング州にあるブリッジャー砦でオレゴン・トレイルから外れ、ワサッチ山脈を越え、80mi（約130km）もの間水を補給できないグレートソルトレイク砂漠横断を行って、最後にルビー山地を迂回して、現在のネバダ州エルコの東7mi（約11km）の地点でカリフォルニア・トレイルに合流するルートとなっている。
このカットオフの西の端は、現在ネバダ州史跡（登録番号:3）に指定されている。

## ヘイスティングズ・カットオフ周辺の風景

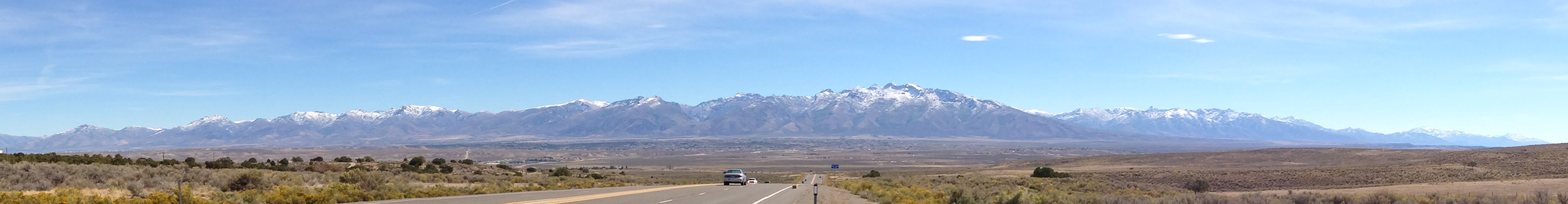
西側から臨むルビー山地

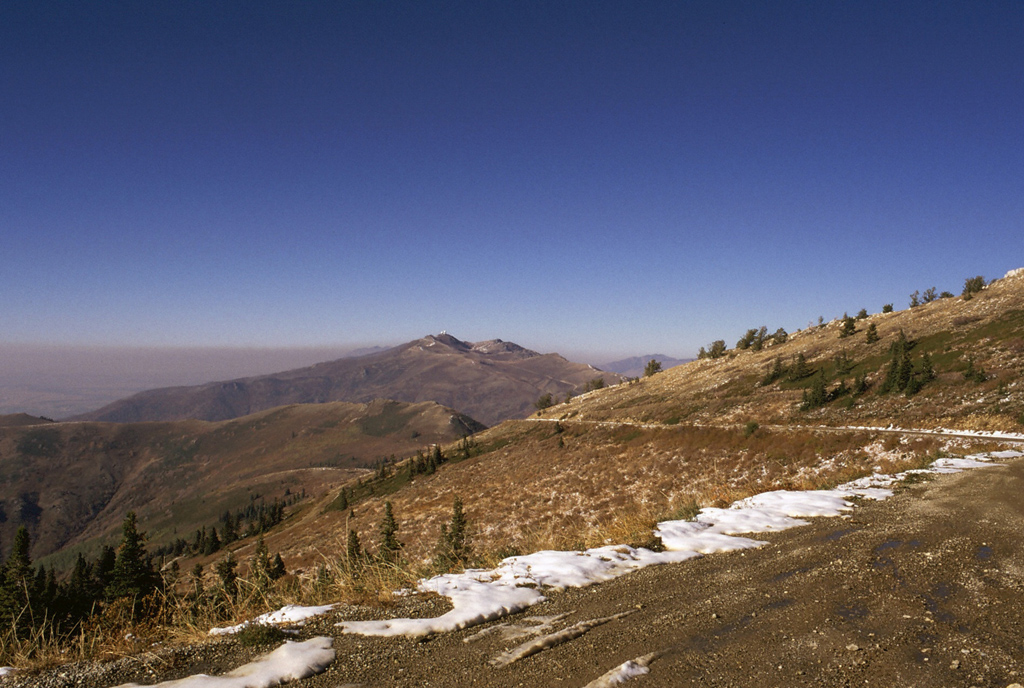
ユタ州内のワサッチ山脈
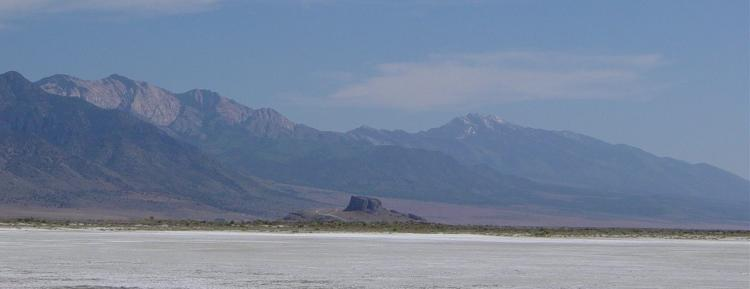
グレートソルトレイク砂漠
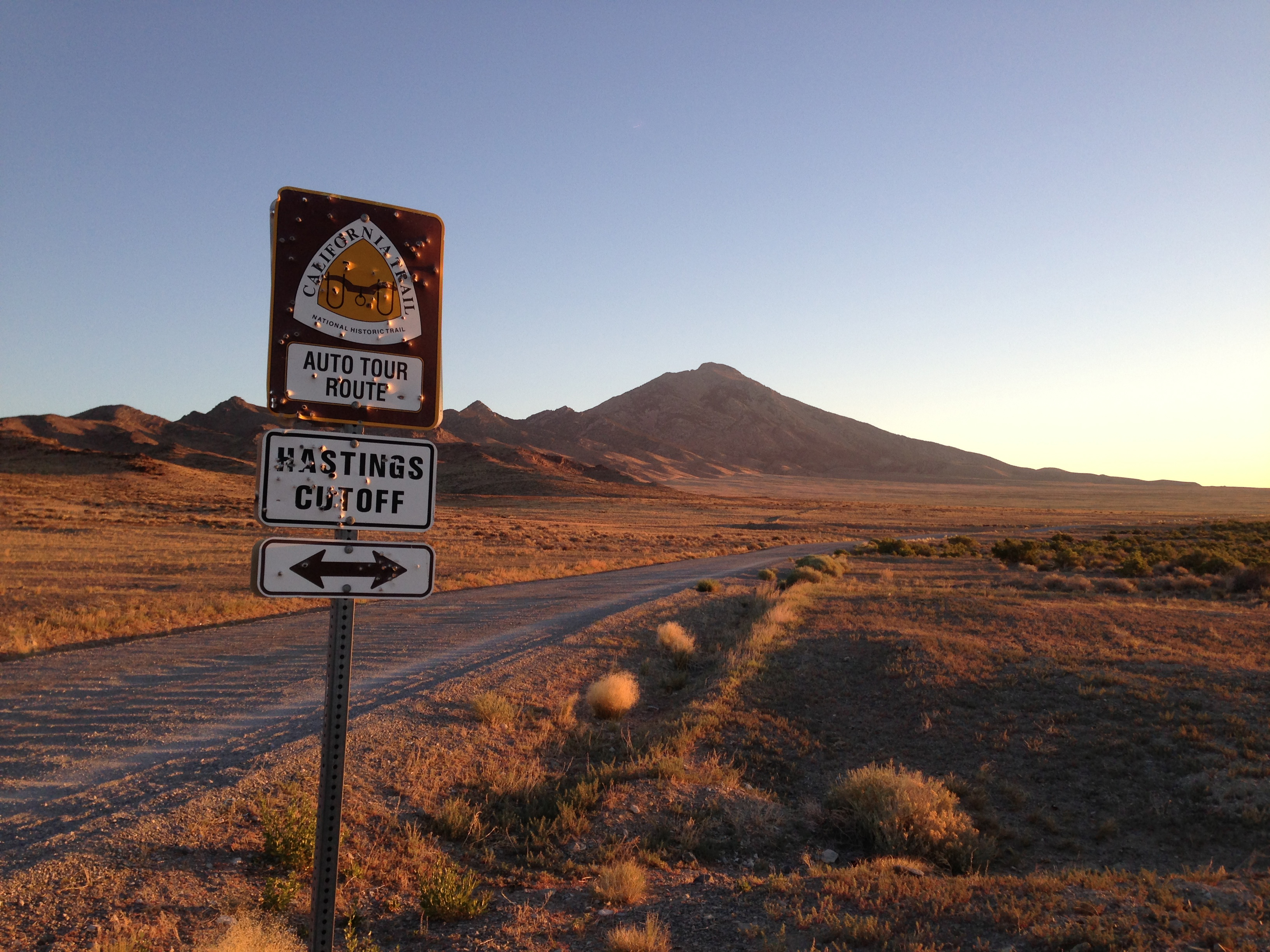
パイロット・ピーク（英語版）近くのヘイスティングズ・カットオフの遺構を示す看板
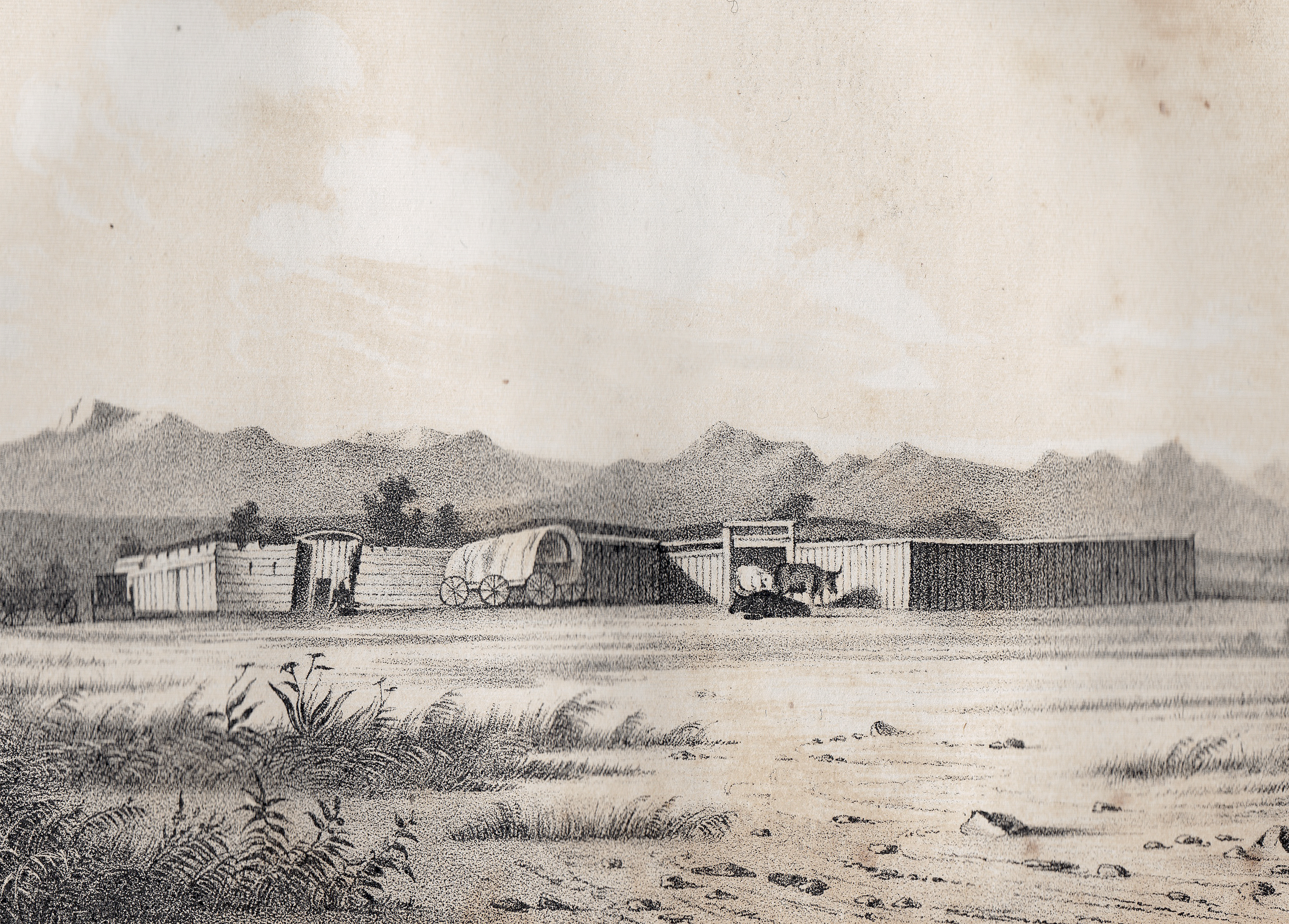
1850年ごろのブリッジャー砦
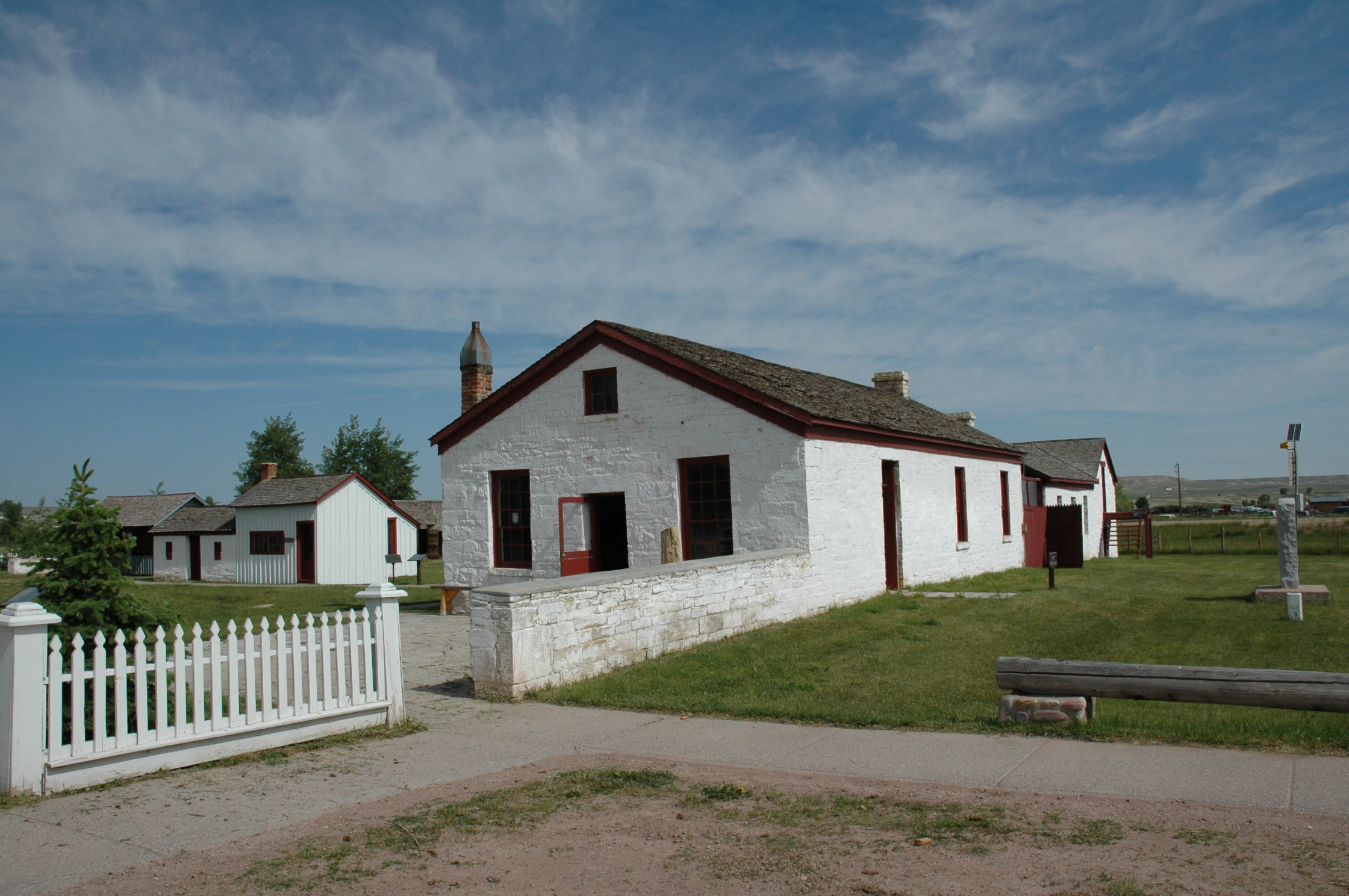
現在のブリッジャー砦

## 利用

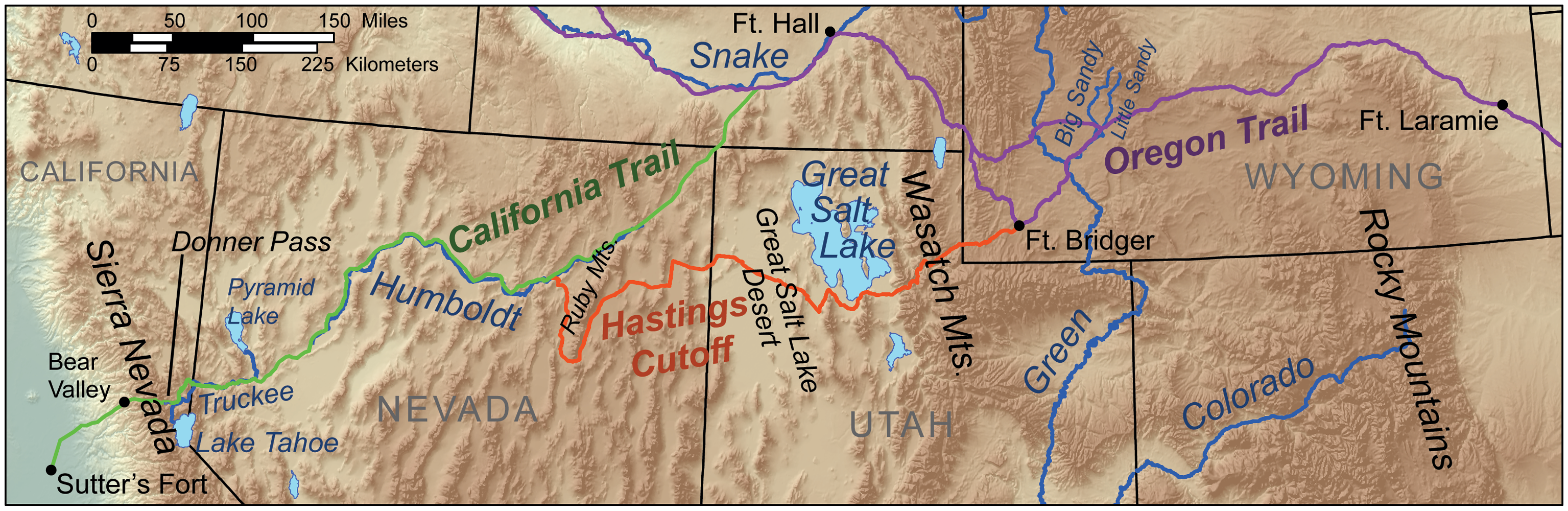
オレゴン・トレイル（紫）カリフォルニア・トレイル（緑）とヘイスティングズ・カットオフ（赤）を示した地図

ヘイスティングズは1845年後半に、小規模なパーティーを率いてカリフォルニアへと移住し、冬はカリフォルニアで過ごしている。意義深いこととしては、サッタ―砦に滞在した際、ジョン・C・フレモントと出会ったと考えられる点である。フレモントはグレートソルトレイク砂漠を探検しており、彼の手紙にはアメリカ合衆国東部の新聞で広く知られることになるカリフォルニアへの新たなルートが書かれている。4月、ヘイスティングズは1846年の移民たちに会う準備を始めている。ヘイスティングズはスウィートウォーター川付近に滞在し、その滞在中に東へ向かう旅人達に公開状を持たせた。この公開状は、カリフォルニア・トレイルを辿ってカリフォルニアへ向かう移民たちに宛てられたもので、ブリッジャー砦で待っている旨が記載されていた。結果的に60台から75台の馬車が、ヘイスティングズと共にヘイスティングズの提唱するカットオフを利用した。移民たちはウィーバー・キャニオンの難しい山下り、80mi（約130km）もの間水を補給できないグレートソルトレイク砂漠横断、ルビー山地の大規模な迂回を耐え抜いた。普通の陸路での旅路であったが、彼らは安全にカリフォルニアへと到着している。
ドナー隊は、この前述の移民団を追うように1846年にこのカットオフを辿っている。ドナー隊はヘイスティングズ・カットオフの道中で様々な困難に見舞われた。ドナー隊はヘイスティングズに案内された移民団に1週間程度遅れて出発することとなったが、ヘイスティングズ率いる移民団とは異なるワサッチ山脈を辿るルートへと案内された。ワサッチ山脈の山越え、厳しいグレートソルトレイク砂漠横断と、ドナー隊の移動は見込みより大幅に遅れた。彼らがカリフォルニア・トレイルへと合流した際には、予定よりも1か月も遅れていた。ドナー隊は、フレモント峠（現名：ドナー峠）に初冬に到着するが、その付近で吹雪・豪雪に見舞われ、進むことも引き返すことも出来なくなってしまった。雪に閉ざされたシエラ・ネバダ山脈の山中で越冬することになったドナー隊は、野生生物を狩ったりしたものの、多くの隊員が餓死し、追い詰められた隊員達は食人行為へと至った。
1847年7月、モルモン教のリーダー・ブリガム・ヤングはウィンター・カーターズからの移民たちから成る集団を先導してきた。ウィンター・カーターズは現在オマハに属し、この移民団は現在のソルトレイクシティへと移住している。この集団はヘイスティングズ・カットオフを通ることを選択し、現在のイミグレーション・キャニオンを通った。ヤングのグループは、この旅路の中でカットオフのルートをいくつかの部分で改善している。その後、モルモン教の集団はソルトレイク渓谷をより容易に通過できるようにした。この集団で筆記をしていたウィリアム・クレイトンは彼の執筆した雑誌の中で、モルモン教の移民団は前年にドナー隊が通過したルートを通過しようと試みたが、時折そのルートが分かる程度にしか痕跡が無かったと述べている。数年後になると、ヘイスティングズ・カットオフの利用者の大半がモルモン教徒に占められるようになっていた。この時には、カットオフのルートはパークシティ付近を通過し、今日のパーリーズ・キャニオンがルートに組み込まれていた。
カリフォルニア・ゴールドラッシュの折には、アメリカ合衆国西部へ向かう人の量は劇的に増大し、1849年と1850年の移民団の中にはヘイスティングズ・カットオフを利用する者もいた。1850年に、グレートソルト湖西側のグレートソルトレイク砂漠を通過しない新しいルートであるソルトレイク・カットオフが開拓された。これを受けて、ヘイスティングズ・カットオフは廃止された。ソルトレイクシティ東側の極一部が、モルモン・トレイルの終点として残った程度であった。